# 후설 원순 중저모음
후설 원순 중저모음(後舌 圓脣 中低母音) 또는 후설 원순 중개모음(後舌 圓脣 中開母音)은 모음의 하나이다.
- 이 모음은 혀의 위치를 닿소리가 되지 않을 정도로 뒤로 해서 발음하는 후설모음이다.
- 이 모음은 입술을 둥글게 해서 발음하는 원순모음이다.
- 이 모음은 혀의 위치를 저모음과 중모음의 중간 위치로 해서 발음하는 중저모음이다.

### 예
| 언어                                                      | 철자    | 발음      | 뜻                       |
| 스코틀랜드 영어, 미국 영어                                | thought | [θɔːt]    | '생각'                   |
| 영국 영어의 용인 발음, 오스트레일리아 영어, 뉴질랜드 영어 | not     | [nɔt]     | '아니다'                 |
| 광둥어                                                    | 我 ngo⁵ | [ŋɔː˩˧]   | '나, 나를, 나의'         |
| 하카어                                                    | 某 bó͘   | [bɔ⁵²]    | '아내'                   |
| 오리야어                                                  | ଅର୍ଥ     | [ɔɾtʰɔ]   | '뜻'                     |
| 태국어                                                    | งอ      | [ŋɔː˧]    | (팔, 다리 등을) '굽히다' |
| 웨일스어                                                  | siop    | [ʃɔp]     | '가게'                   |
| 저지 소르브어                                             | pšosba  | [ˈpʂɔz̪bä] | '요청'                   |
| 고지 소르브어                                             | pos     | [pɔs̪]     | '개'                     |
| 표준 덴마크어                                             | kort    | [ˈkʰɔːt]  | '지도'                   |

## 같이 보기
- 카피레프트
- 치경 접근 수반음